# Циганок Сергій Анатолійович
Сергі́й Анато́лійович Цигано́к (30 грудня 1974 — 9 лютого 2015) — полковник Збройних сил України, учасник російсько-української війни.

## Життєвий шлях
1993 року був призваний на строкову службу до лав ЗСУ. 1998 року закінчив навчання в Київському інституті Сухопутних військ, по тому — Національний університет оборони України.
З квітня 2009 року — полковник 330-го центрального вузла фельд'єгерсько-поштового зв'язку ГШ ЗСУ, начальник вузла. Брав участь у бойових діях з жовтня 2014 року.
9 лютого 2015 року вояки їхали на вантажівці ЗІЛ та штабному УАЗі з написом «Укроп» із міста Артемівськ до Дебальцевого та потрапили під обстріл поблизу села Логвинове — у верхній частині «дебальцівського виступу». Дещо пізніше автівки знайшли, а про військовиків не було відомостей. Тоді ж у ЗІЛі загинули майор Олексій Гуртов, старший лейтенант Василь Білак, сержант Роман Чорнобай, солдат Роман Совлич, в УАЗі — полковники Ігор Павлов та Артур Музика, майор Святослав Василенко, молодший сержант Антон Макаренко.
Тіло полковника Циганка вдалося забрати у терористів майже через місяць. Рідні дізнались про загибель Сергія Циганка з відео, що виклали терористи на своїх сайтах, де вони показували документи полковників Циганка та документи Ігоря Павлова.
Похований в селі Круті Горби 9 березня 2015 року.
Без Сергія лишилися мама, брат, сестри, дружина Тетяна (працює медсестрою дитячої поліклініки Солом'янського району), двоє синів, Артем 2004 (якийсь час спав з батьковою світлиною) та Антон 2000 р.н.

## Нагороди та вшанування
- Указом Президента України № 270/2015 від 15 травня 2015 року — орденом Богдана Хмельницького III ступеня (посмертно)[1]
- годинником від Генерального штабу й медаллю
- у Крутих Горбах започатковано волейбольний турнір пам'яті Сергія Циганка.